# Filterbank

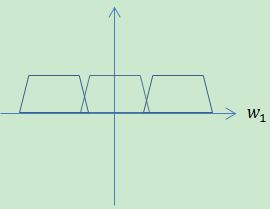
1D Filterbank

Een filterbank is een reeks banddoorlaatfilters die een ingangssignaal opsplitsen in verschillende analysesignalen. Elk van deze analysesignalen komt overeen met een banddoorlaatsignaal dat een deel van de frequenties van het oorspronkelijke signaal draagt. Deze opsplitsing wordt de decompositie van het signaal genoemd. De analysesignalen kunnen nu afzonderlijk aangepast worden. Typisch worden ze gedownsampled, zodat er minder geheugen nodig is om ze op te slaan. Later worden deze signalen geüpsampled, om de oorspronkelijke bitrate te verkrijgen. De synthesesignalen worden gerecombineerd om het uitgangssignaal te verkrijgen. Deze recombinatie wordt de reconstructie van het signaal genoemd.

## Perfecte reconstructie

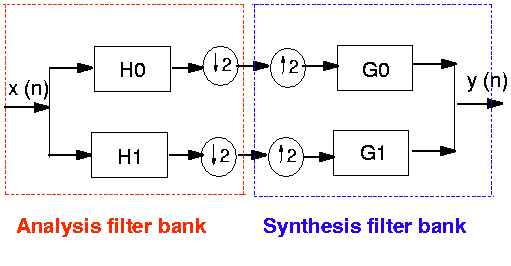
Filterbank met twee analysesignalen

Indien de som van de analysesignalen het oorspronkelijke signaal geeft, spreekt men van perfecte reconstructie. In dit geval is er geen informatie verloren gegaan in de filterbank. Het uitgangssignaal van de filterbank is dan gelijk aan het ingangssignaal van de filterbank (op een eventuele vertraging na).